# Взрыв танкера на Сормовской нефтебазе
Взрыв танкера на Сормовской нефтебазе — взрыв, происшедший 1 августа 1977 года при тушении пожара на борту танкера ТН-602, стоявшего у Сормовской нефтебазы, расположенной в городе Горький.

## Хронология
1 августа 1977 года произошло возгорание на танкере ТН-602 грузоподъёмностью 600 тонн, который стоял под разгрузкой у Сормовской нефтебазы. Причиной возгорания стала неисправность соединительной муфты генератора. В ёмкостях танкера был этилированный бензин А-76. В 8:34 сигнал о пожаре поступил на центральный пульт пожарной связи. К месту пожара было направлено 14 отделений на автоцистернах и автонасосах, 4 автомобиля воздушно-пенного тушения, 2 пожарных катера и 4 теплохода.
Пожар удалось локализовать, но в 9:37 прогремел взрыв. Танкер был разорван на две половины, кормовая часть затонула. Один из баков взрывом вышвырнуло на берег, второй сбросило в воду. При взрыве погибли 33 человека: 24 сотрудника пожарной охраны и 9 членов экипажей теплоходов, принимавших участие в тушении пожара, 28 человек, находившихся на берегу, получили сильные ожоги и ранения. Более тяжёлых последствий удалось избежать благодаря тому, что танкер находился в 30 метрах от берега, а сам берег в этом месте представляет собой обрыв высотой 25 метров и бо́льшая часть энергии взрыва ушла вверх.
Эксперты установили, что причиной взрыва стала высокая концентрация горючих этилированных газов в незаполненных ёмкостях.
Указом Президиума Верховного Совета СССР все погибшие пожарные и члены экипажа танкера были награждены орденами «Знак Почёта». На месте взрыва был установлен памятный обелиск.

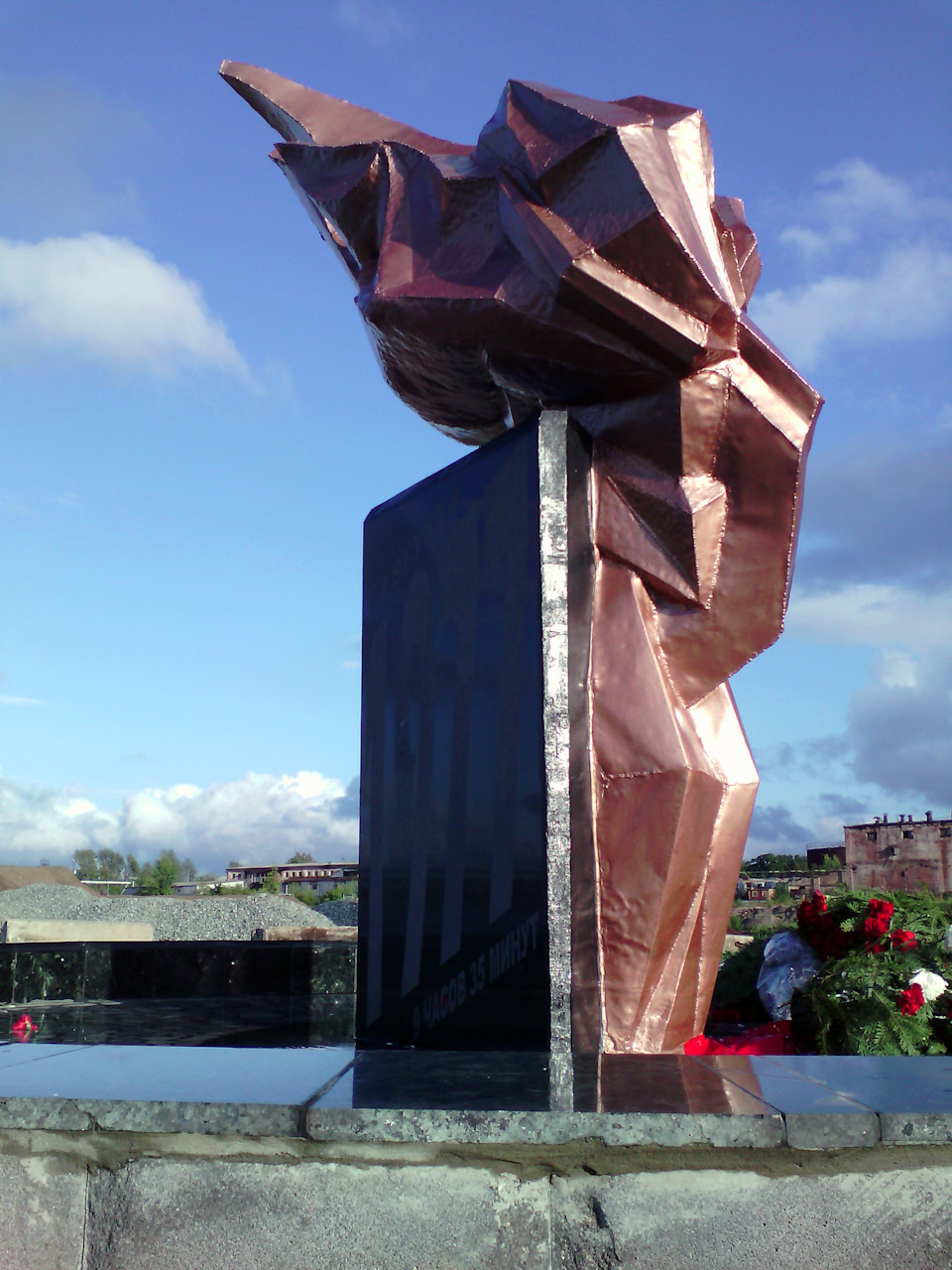

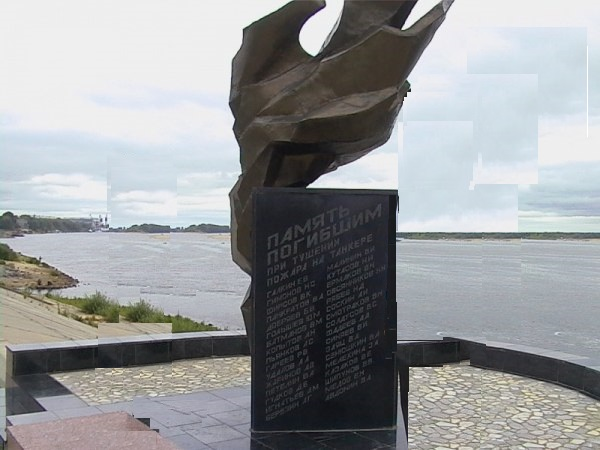